# Вади-эль-Гедид
Ва́ди-эль-Геди́д, русск. Но́вая Доли́на (араб. الوادي الجديد‎) — мухафаза в Арабской Республике Египет. Административный центр — город Эль-Харга. Занимает всю юго-западную часть страны. Имеет протяженную границу с Ливией и Суданом, с востока ограничена Нилом. Самая большая мухафаза Египта по территории (440 098 км²), в то же время, вторая с конца по населению(после Южного Синая). Основная часть населения проживает в оазисах.

## Название
Название мухафазы связано с заявлением бывшего президента Египта Гамаля Абдель Насера о начале сооружения долины, сравнимой с долиной Нила, которая пересечет Ливийскую пустыню и будет культивирована и орошаема водой из источников и колодцев (т. н. Проект «Новая Долина»). Проект начал выполняться с 1959, реализация идет до сих пор. Прежнее название мухафазы — Южная Пустыня (Ас-Сахра Аль-Ганубия).

## География
В мухафазе расположились несколько крупных озёр под общим названием Тошка.

## Административное деление
Мухафаза делится на три административных центра (района):
- Харга
- Дахла
- Фарафра

## Экономика
Развивается сельское хозяйство. Выращивание фиников, оливок, апельсинов, пшеницы, кормовых культур. Производство гончарных изделей, фарфора, ковров. Пищевая промышленность. Добыча фосфатов. Туризм (национальный парк Гильф-Кебир).